# Port Lands

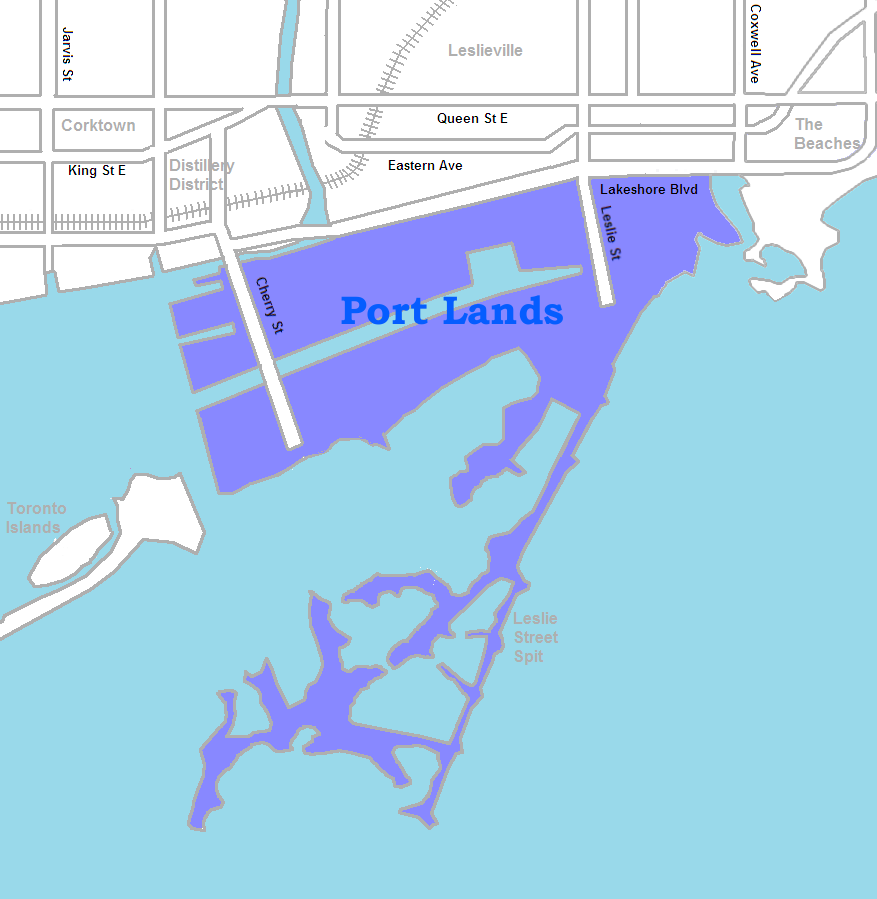
Port Lands

Les Port Lands (anciennement orthographié Portlands ; litt. « terrains portulaires »), parfois appelé le quartier du port en français, est un quartier de la ville de Toronto, en Ontario, au Canada. Il est situé sur les rives du lac Ontario, au sud du boulevard Lakeshore Est. 
Précédemment une zone industrielle, s'y trouvent notamment le port de Toronto, la centrale de production électrique Portlands Energy Centre, l'usine de traitement des eaux usées d'Ashbridges Bay, et la centrale électrique Richard Hearn, aujourd'hui hors d'usage, et Pinewood Toronto Studios. Une section de ce quartier a été adaptée pour la habitation, et la construction des logements a été planifiée.